# Pitch Yarn of Matter
Pitch Yarn of Matter (PYM) war ein Synthie-Pop-Projekt des brasilianischen Musikers Marcelo Gallo, das in den 1990ern zwei Studioalben sowie einige Compilation-Tracks veröffentlichte.
Während einer Tour der deutschen Band Second Decay im Jahr 1994 lud Michael Budde, Eigentümer des Subtronic Labels, Pitch Yarn of Matter ein, das erste Studioalbum im Studio von Subtronic in Deutschland aufzunehmen. Dies machte Pitch Yarn of Matter zum ersten brasilianischen Synthie-Pop-Duo, das international Bekanntheit erlangte. Im Jahre 1996 entschied Marcelo Gallo das Projekt Pitch Yarn of Matter ruhen zu lassen, um sich auf sein neues Projekt Nude konzentrieren zu können.
Zu den Einflüssen von Pitch Yarn of Matter zählten Gary Numan, Depeche Mode, Ultravox und andere.

## Diskografie
- 1995: Signs in Our Minds (CD)
- 1995: Strange Body (CD)
- 2016: It's New, Sounds Old And I Love It, Wave Records
- 2020: Legacy, Wave Records[1]